# Monica Saarinen
Monica Saarinen född 23 november 1959 i Uleåborg, Finland, är en svensk journalist med finländskt påbrå, programledare och moderator, som arbetar på Sveriges Radio P1, bland annat som programledare samt redaktions- och gruppchef för Studio Ett sedan 2000. Tidigare har hon varit nyhetsankare på Aktuellt (mellan 1990 och 2000), programledare för Magasinet och reporter på Östnytt i Sveriges Television. 
Tillsammans med Lars Adaktusson var hon programledare för SVT:s valvaka i valet 1998. Också i valet till Europaparlamentet 1999 var hon tillsammans med Sven Strömberg programledare för SVT:s valvaka. Hon har varit sekreterare på Publicistklubben fram till 2005.
Nominerad till tidningen Resumés journalistpris "Guldkrattan" 2009.

### Fotnoter
1. ↑  Magnus Helander (24 november 2009). ”Guldkrattan till Elisabet Höglund” (på svenska). Resumé. https://www.resume.se/kommunikation/media/guldkrattan-till-elisabet-hoglund/. Läst 4 december 2019.